# Турач намібійський
Тура́ч намібійський (Pternistis hartlaubi) — вид куроподібних птахів родини фазанових (Phasianidae). Мешкає в Намібії і Анголі. Вид названий на честь німецького зоолога Карла Хартлауба.

## Опис
Самці намібійського турача досягають довжини 28 см і важать 246-290 г, самиці досягають довжини 25 см і важать 219-240 г. У самців лоб бурий, над очима помітні білі "брови", скроні руді. Верхня частина тіла піщано-бурий, поцяткована темними плямами і смугами, нижня частина тіла блідо-сіра, поцяткована широкими темними смужками. Хвіст смугастий, чорно-білий. Дзьоб непропорційно великий, навіть порівняно з іншимми видами турачів, зверху коричневий, знизу жовтий. Лапи жовті. У самиць забарвлення верхньої частини тіла є подібним, однак нижня частина тіла є тьмяно-рудою, смужки на ній відсутні. Голова сірувато-коричнева, над очима рудувато-коричневі "брови". Забарвлення молодих самців подібне до забарвлення дорослих самців, однак смуги на верхній частині тіла у них тонші. У молодих самиць забарвлення є подібним до дорослих самиць.

## Поширення і екологія
Намібійські турачі мешкають у внутрішній районах центральної і північно-західної Намібії та південно-західної Анголи. Вони живуть у напівпустелях, серед гранітних і пісковикових скель-останців, які виходять на поверхню, в густій траві і чагарниках, на висоті від 800 до 1600 м над рівнем моря. В цьому ж районі мешкають інші види турачів — червонодзьобі і південні турачі, однак червонодзьобі турачі віддають перевагу чагарниковим заростям на берегах річок, а південні турачі — схилам тих височин, на вершинах яких, серед скель, живуть намібійські турачі.

## Поведінка
Намібійські турачі зустрічаються невеликими зграйками по 3-4 птаха. Існує відмінністю у живленні між самицями і самцями цього виду: самиці, у яких дзьоб є відносно більший, віддають перевагу бульбам смикавця, яких вони викопують з землі, тоді як самці живляться переважно насінням і комахами. Намібійські турачі є територіальними, моногамними птахами, причому в парах домінують самиці, оскільки саме вони протягом всього року захищають територіальні ресурси (їжу, традиційні місця токування, гніздування і сховища). Самці будують гніздо під час сезону розмноження і доглядають за самицями.